# 唄うコイズミさん
唄うコイズミさん（ウタウコイズサン）は、日本の歌手小泉今日子のライブ。このライブは2020年に開催。GYAO!による配信ライブ。

## 概要
本人としては初の配信ライブ。無観客で行うのも初となる。ライブ同日8/21（金）にサブスクリプション型（定額制）配信サービスを開始する記念も兼ねて実施された。

## セットリスト
- 二人
- 夜明けのMEW
- 連れてってファンタァジェン
- 赤い金魚
- 100%
- 渚のはいから人魚
- あなたに会えてよかった
- 優しい雨
- The Stardust Memory
- 三日月ストレッチ 背すじのばし編

## 参加アーティスト
- ヴォーカル: 小泉今日子
- アコースティックギター: オオニシユウスケ
- キーボード: 真藤敬利

（出典:「唄うコイズミさん」スペシャルサイト）